# Neopedaliodes phoenicusa
Neopedaliodes phoenicusa is een vlinder uit de onderfamilie Satyrinae van de familie Nymphalidae. De wetenschappelijke naam van de soort is, als Pronophila phoenicusa, voor het eerst geldig gepubliceerd in 1868 door William Chapman Hewitson.